# West Lafayette (Ohio)
West Lafayette es una villa ubicada en el condado de Coshocton en el estado estadounidense de Ohio. En el Censo de 2010 tenía una población de 2321 habitantes y una densidad poblacional de 1.012,59 personas por km².

## Geografía
West Lafayette se encuentra ubicada en las coordenadas 40°16′34″N 81°45′6″O / 40.27611, -81.75167. Según la Oficina del Censo de los Estados Unidos, West Lafayette tiene una superficie total de 2.29 km², de la cual 2.29 km² corresponden a tierra firme y (0%) 0 km² es agua.

## Demografía
Según el censo de 2010, había 2321 personas residiendo en West Lafayette. La densidad de población era de 1.012,59 hab./km². De los 2321 habitantes, West Lafayette estaba compuesto por el 99.01% blancos, el 0.13% eran afroamericanos, el 0.04% eran amerindios, el 0.09% eran asiáticos, el 0% eran isleños del Pacífico, el 0.13% eran de otras razas y el 0.6% pertenecían a dos o más razas. Del total de la población el 0.56% eran hispanos o latinos de cualquier raza.